# Schenkia parallela
Schenkia parallela là một loài tò vò trong họ Ichneumonidae.